# Silent Nights
Silent Nights é um filme de drama em curta-metragem estadunidense de 2016 dirigido e escrito por Aske Bang. Foi indicado ao Oscar de melhor curta-metragem em live action na edição de 2017.